# Abomaso

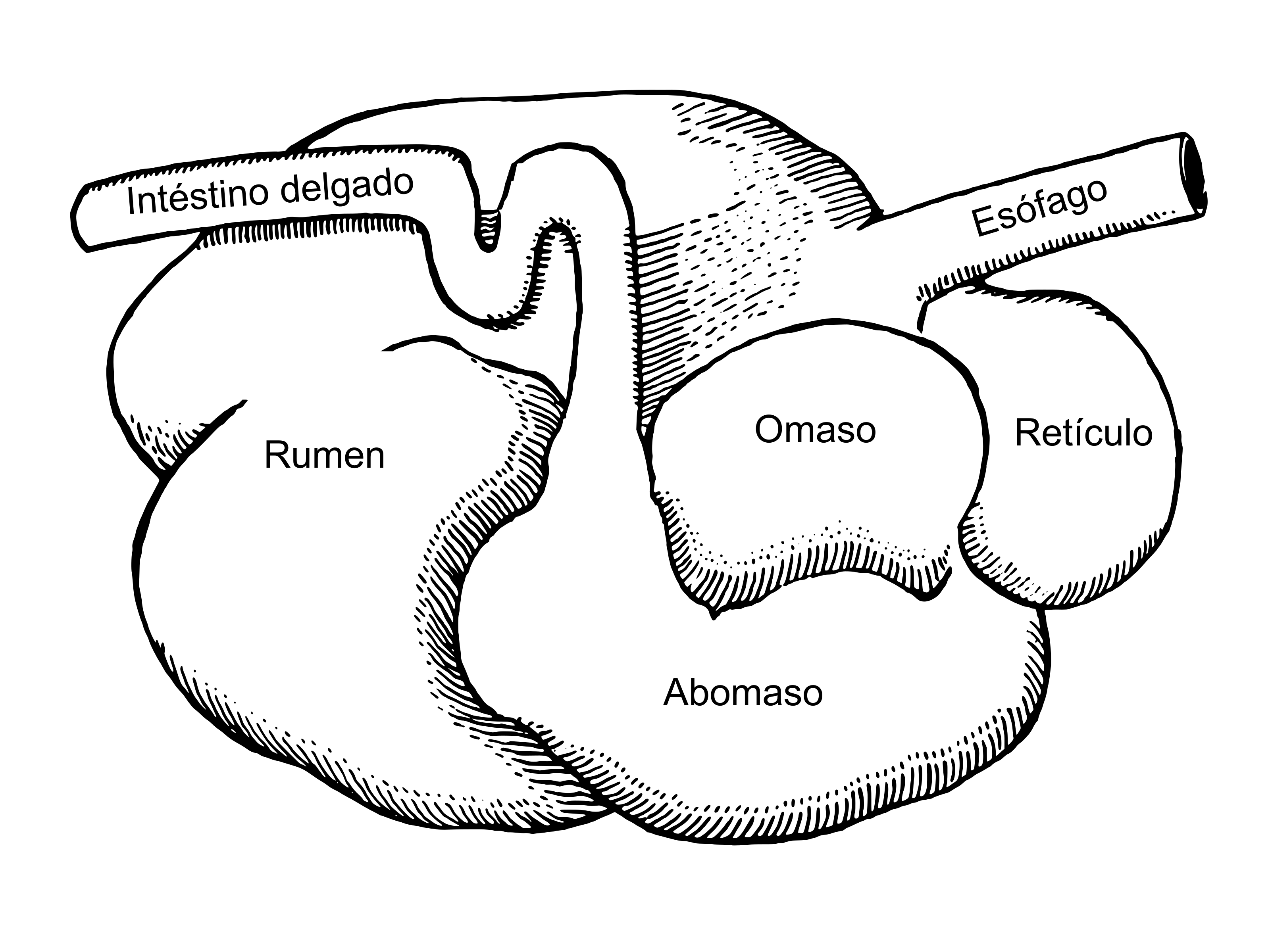
Sistema digestivo de un rumiante.

El abomaso o cuajar es el último compartimento del complejo aparato estomacal de los rumiantes. Se encuentra precedido del rumen, el retículo y el omaso (preestómagos), siendo el abomaso el "estómago verdadero", donde se produce la correspondiente digestión ácida y enzimática.
Secreta la quimosina - cuya variedad artificial se denomina cuajo, y que se utiliza en la producción de queso.
La palabra abomaso proviene del latín  abomasum, de omasum (omaso).
La ubicación anatómica normal del abomaso es a lo largo del eje ventral. Es un estómago secretador de ácido clorhídrico (HCl) y las enzimas pepsina y renina con una función similar al estómago monogástrico. Principalmente interviene en la hidrólisis ácida de los microbios y proteínas dietarias, preparando a dichas fuentes de proteínas para su posterior digestión y absorción en el intestino delgado.

## Enfermedades

### Desplazamientos
El ganado lechero sometido a dietas para producciones elevadas puede sufrir cierto número de enfermedades en el abomaso, principalmente después de tener cría. Un abomaso lleno de gas se puede desplazar a posiciones diferentes de la normal, pudiendo identificarse dos condiciones diferentes: cuando el abomaso se desplaza hacia la izquierda (LDA) y cuando se desplaza hacia la derecha (RDA). Si el abomaso se desplaza hacia la derecha, corre el riesgo de rotarse, convirtiéndose en una torsión de abomaso a la derecha (RTA).
Un abomaso desplazado puede dar como resultado algunos o todos de los siguientes síntomas en las vacas: pérdida de apetito (es común que el apetito sea selectivo, es decir rechazan los carbohidratos y prefieren la fibra), disminución de las contracciones del rumen, disminución del mascado del bolo alimenticio, el bolo fecal está reducido en volumen, hay deshidratación, pérdida de peso, cetosis secundaria y descenso en la producción de leche. Aunque un LDA o RDA no representa un riesgo inmediato para la vida, se requiere la atención de un veterinario para su corrección.

### Abomasitis
La abomasitis (inflamación del abomaso) es una enfermedad relacionada con el abomaso relativamente rara pero grave, cuyas causas se desconocen.
- Datos: Q27004
- Multimedia: Abomasum / Q27004